# Лунь (деревня)
Лунь — деревня в Корткеросском районе республики Коми в составе сельского поселения Богородск.

## География
Расположена на правом берегу Вишеры примерно в 67 км по прямой на северо-восток от районного центра села Корткерос.

## История
Известна с 1920 года как деревня с 15 дворами и 67 жителями. В 1926 году 18 дворов и 89 жителей, в 1939 — 91 житель, в 1959 — 79, в 1989 — 12, в 1995 — 14 (6 хозяйств).

## Население
Постоянное население составляло 15 человек (коми 100 %) в 2002 году, 13 — в 2010.